# Brănești, Orhei
Brănești este un sat din cadrul comunei Ivancea din raionul Orhei, Republica Moldova.

## Istorie
Satul Brănești este atestat pentru prima dată în 1429, ortografiat Vrănești:
„Din mila lui Dumnezeu, noi, Alexandru voievod, domn al Țării Moldovei. Facem cunoscut, cu aceasta carte a noastră, celor care o vor vedea sau o vor auzi citindu-se, că am cugetat cu gândul nostru bun și cu bunăvoia noastră cea bună și am dat soției noastre, cneaghinei Marena, mănăstirea de la Vișnevăț, unde este egumen Chiprian, ca să-i fie ei uric, cu tot venitul cu toate folosințele care asculta de această mănăstire, ei, și copiilor ei, iubitului nostru Petru și altor fii și fiice a noastre, care vor fi din cneaghina Marena, și copiilor lor, și nepoților lor, și strănepoților lor și răstrănepoților lor, neclintit și nemișcat niciodată, în veci.

Iar hotarul acestei mănăstiri să fie începând din jos, unde cade Malovatețul în Vișnevăț, apoi în sus pe Vișnevăț, până la obârșie și toate poienele de deasupra Vișnevățului până în hotarul cneaghinei, și de la mănăstire, de-a curmezișul, la Târnauca, apoi peste Târnauca, de-a curmezișul la Cârlani, înapoi la hotarul cneaghinei. De asemenea, i-am dat satul lui Cristea, anume Călinăuții, unde este Golovca, și la Botne, de la obârșia Cunilei, Vrăneștii, unde ..., și Belești, și Va... și Cândrești, și Prijolteni și la gura Cunilei, Hrișanii.

...

Iar pentru mai mare întărire a tuturor celor mai sus-scrise, am poruncit slugii noastre credincioase, Neagoe logofăt, să scrie și să atârne pecetea noastră la aceasta carte a noastră.

La Suceava, în anul 6937 <1429> februarie 10.”

## Atracții turistice

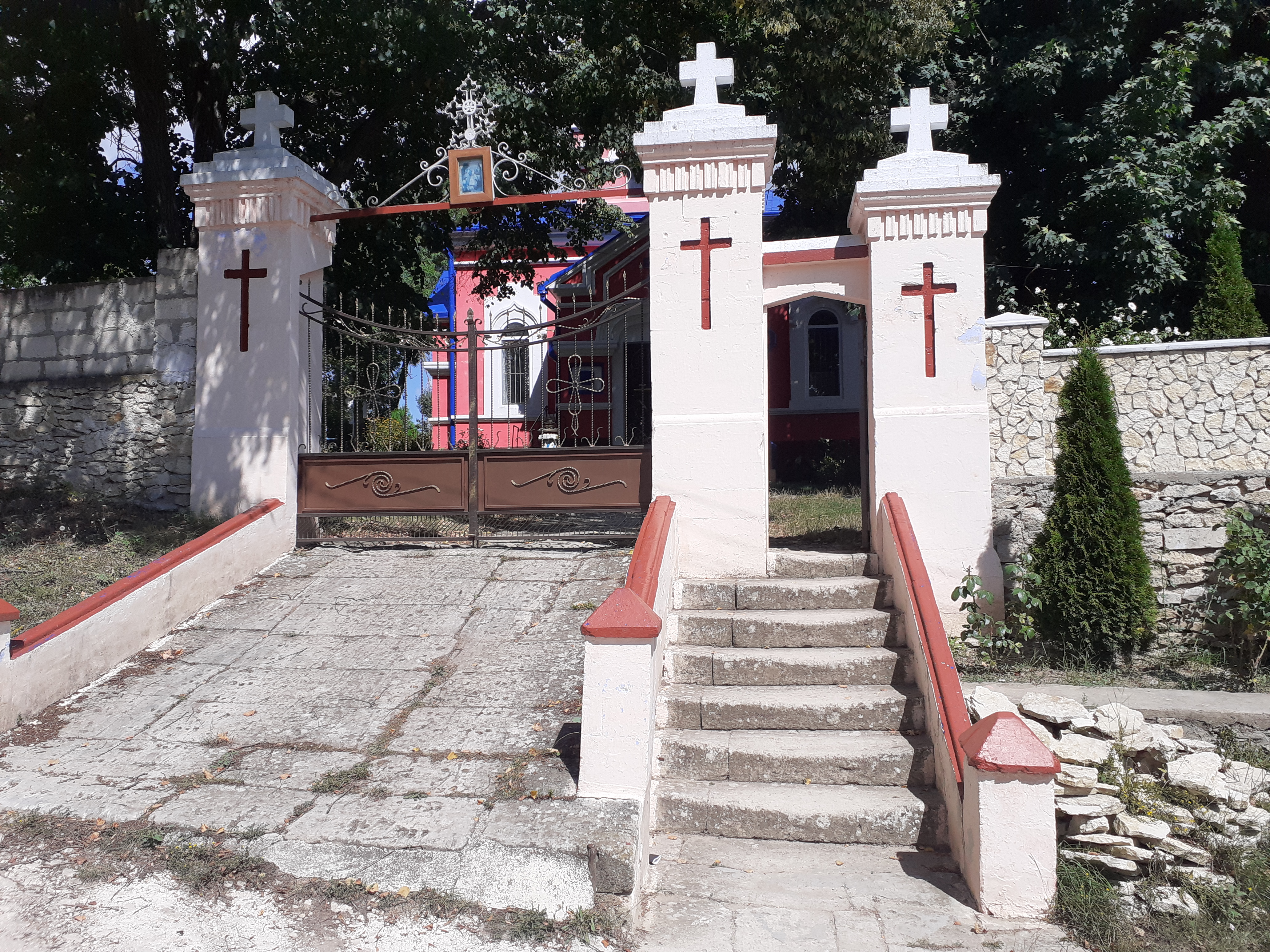
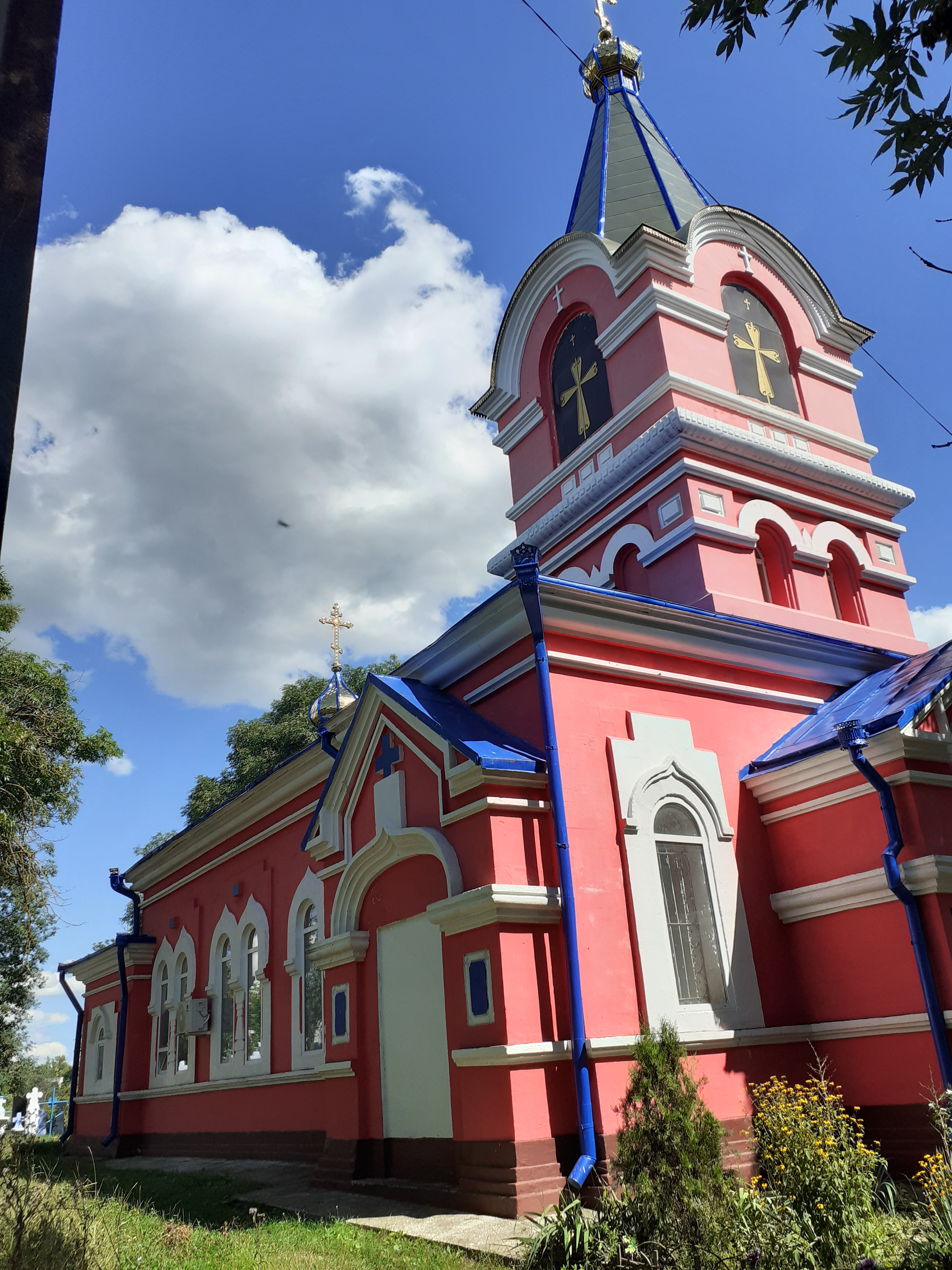
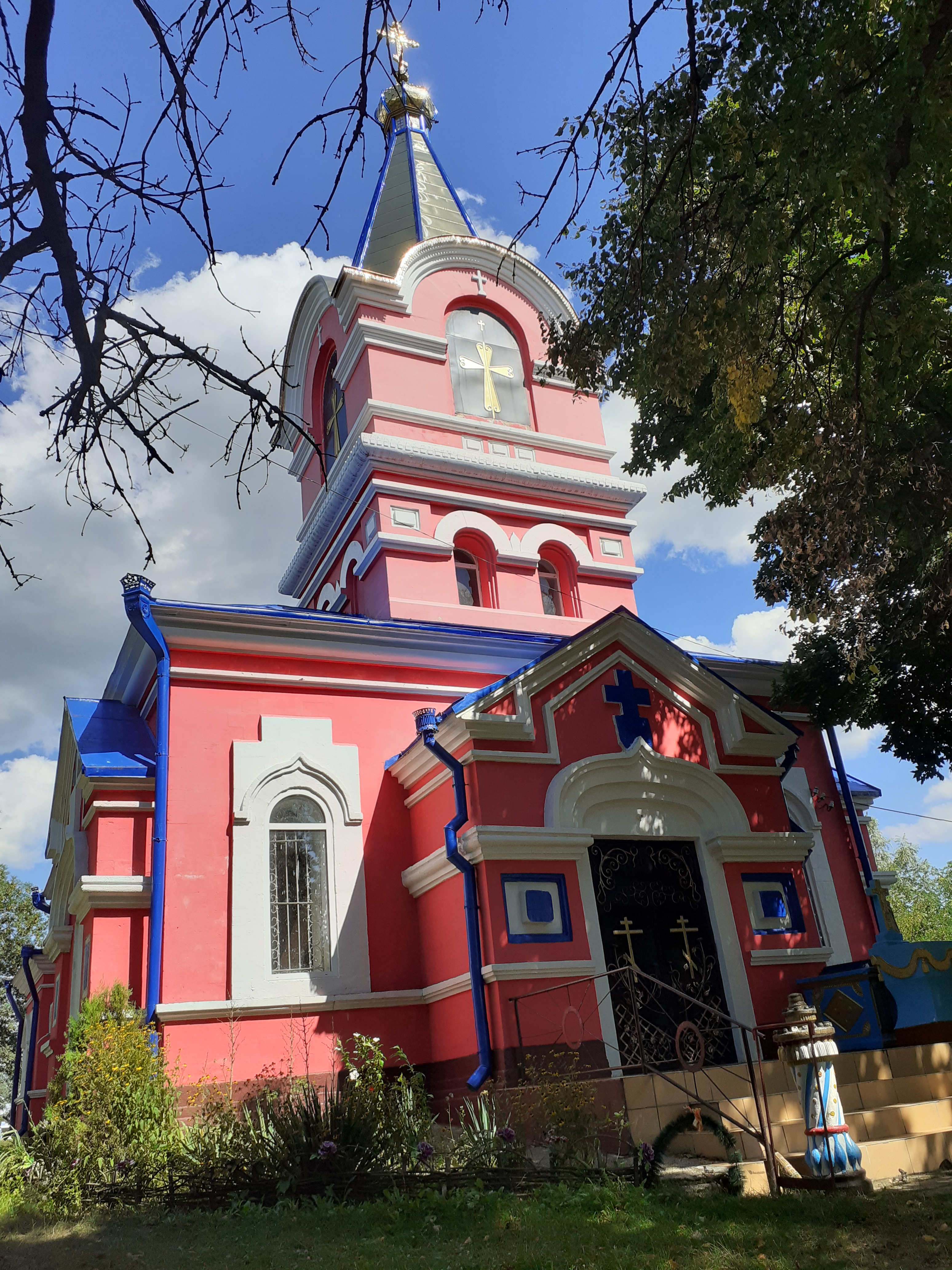
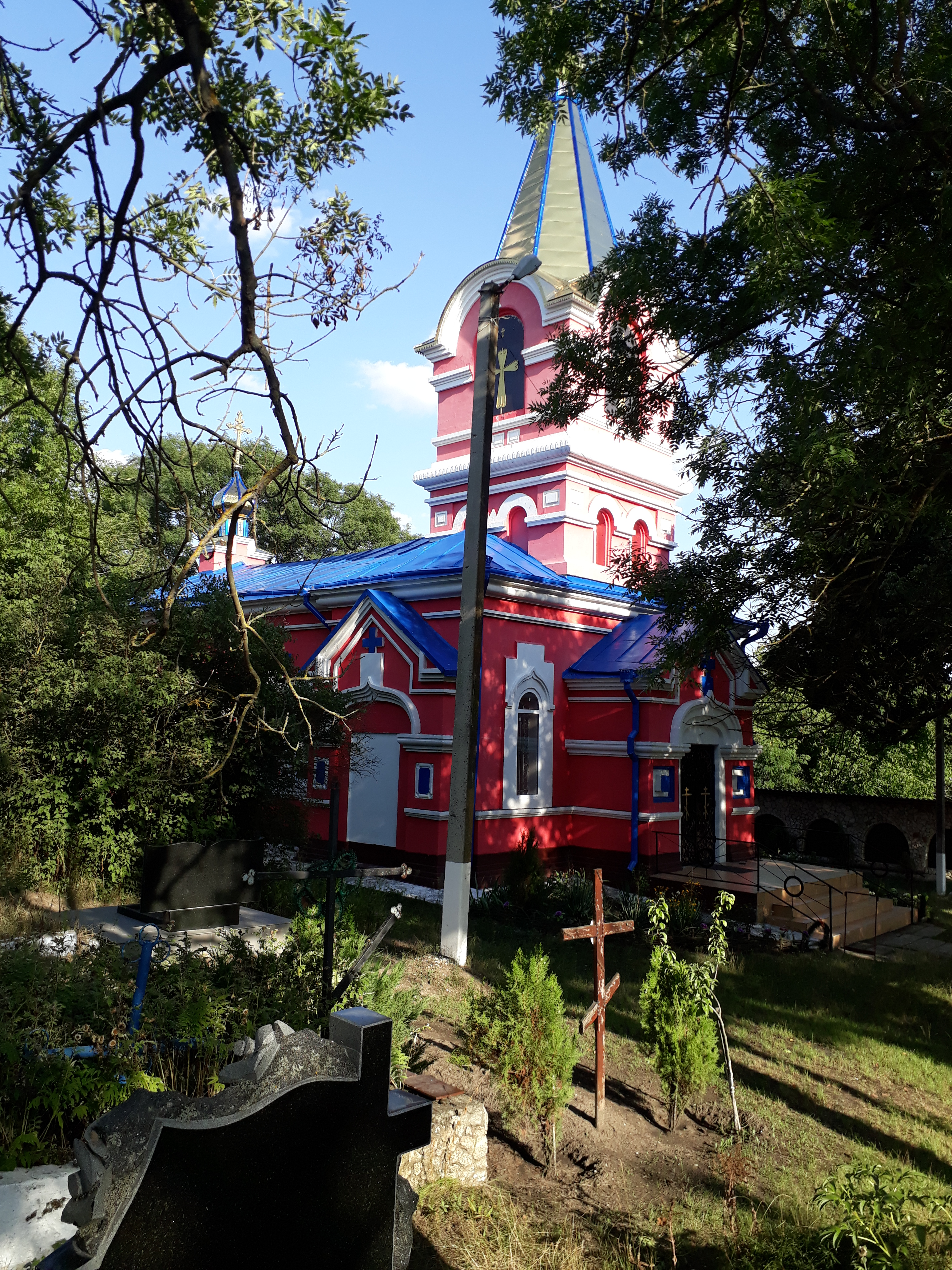
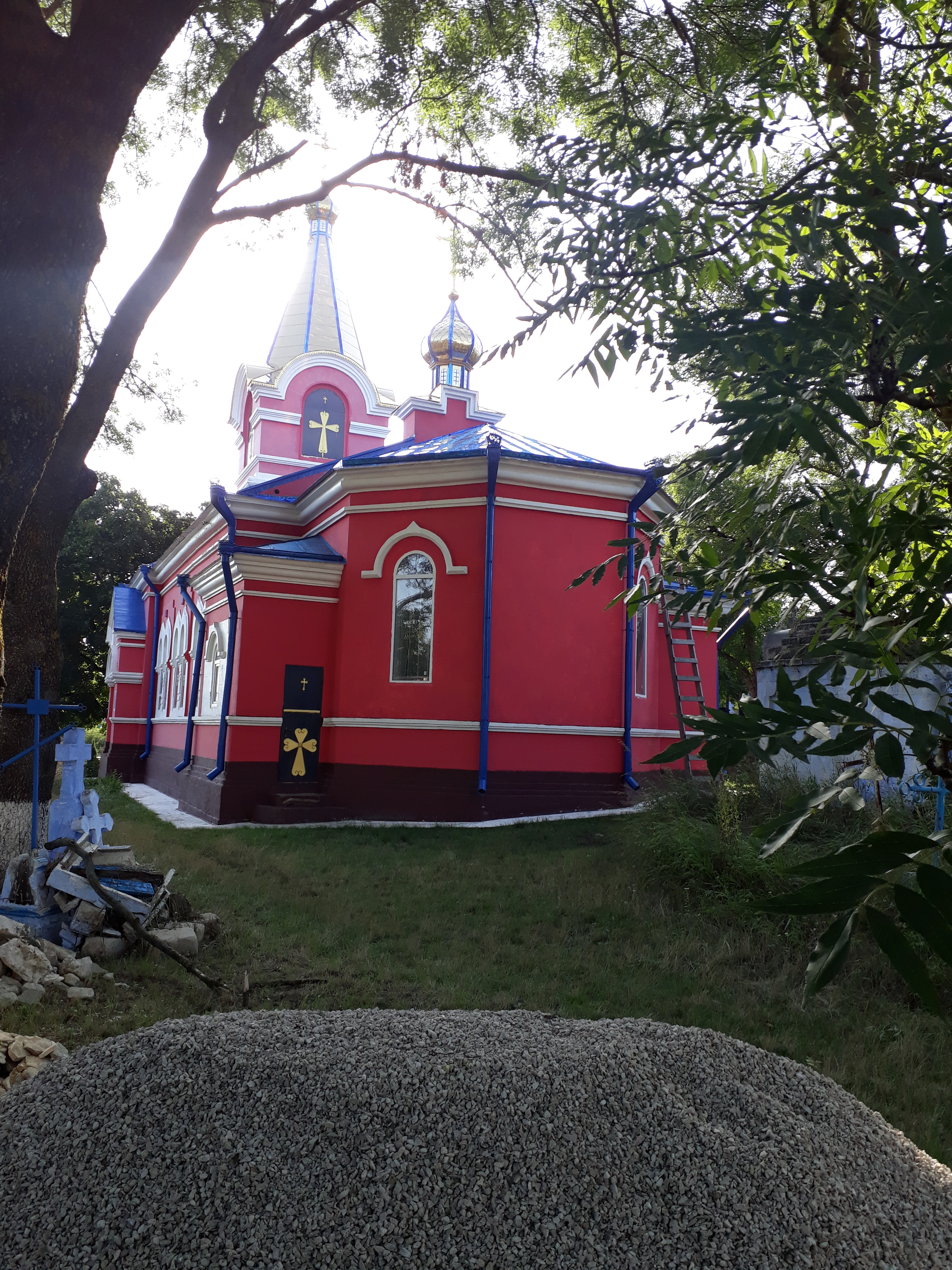

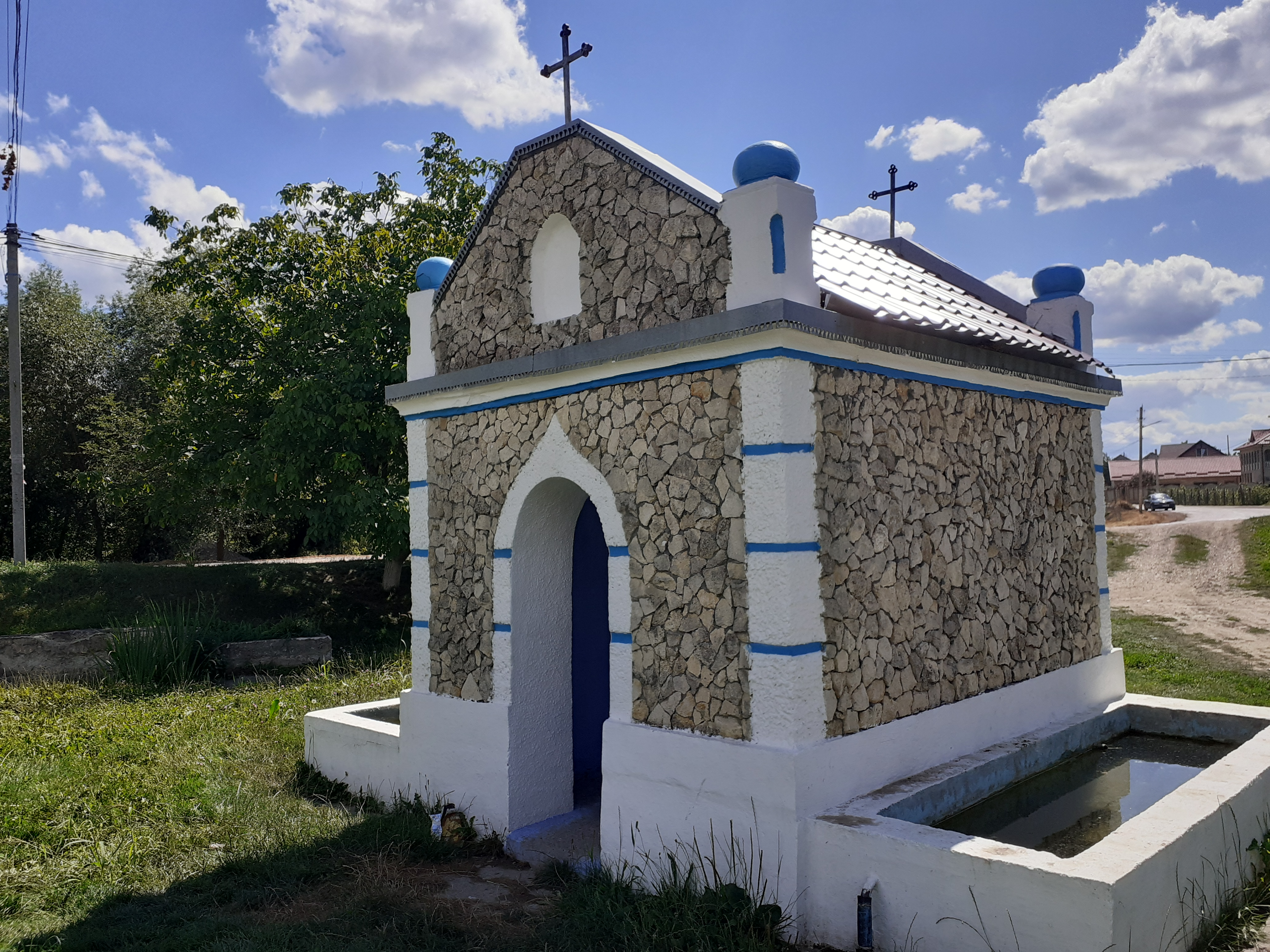
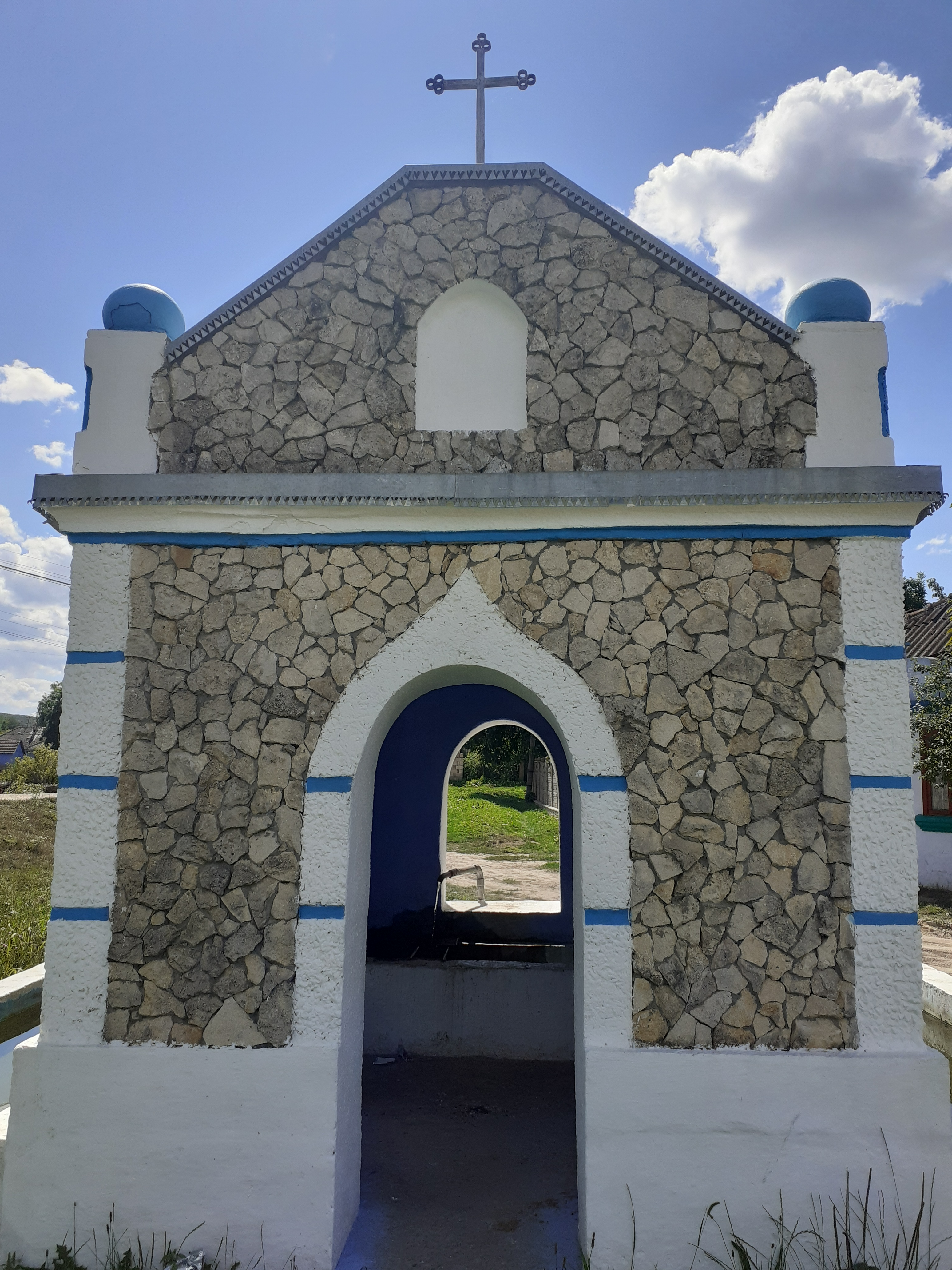
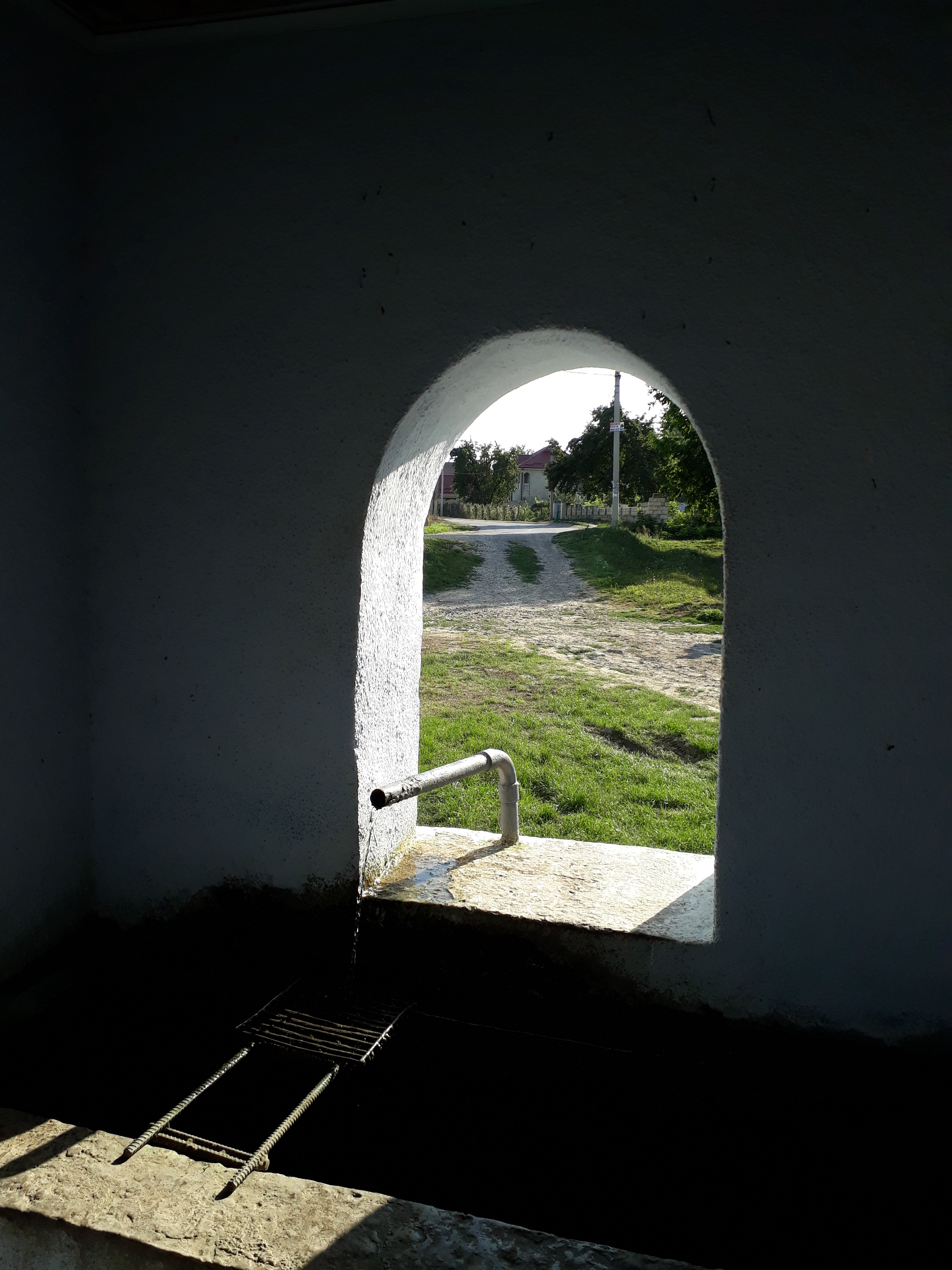
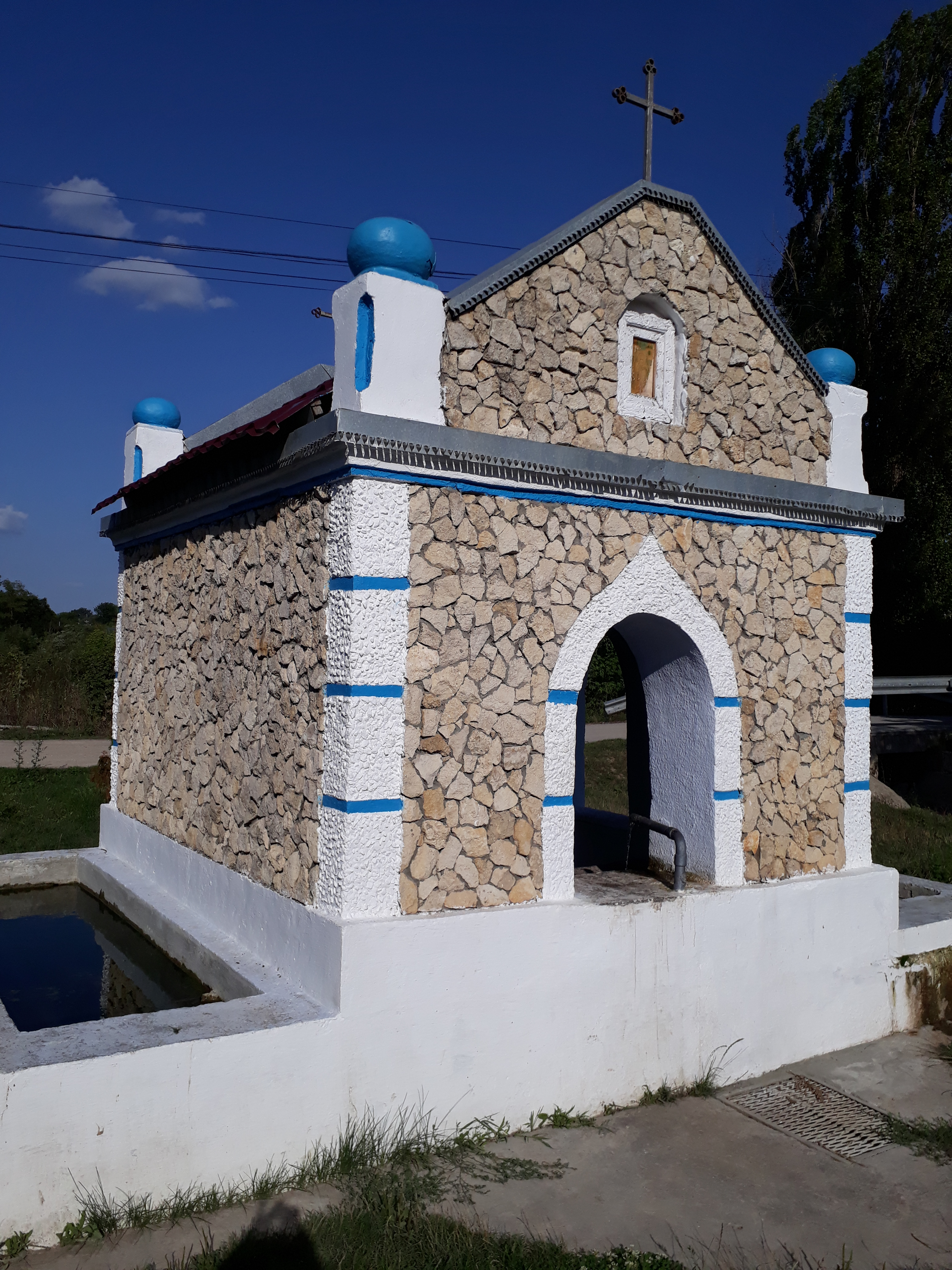
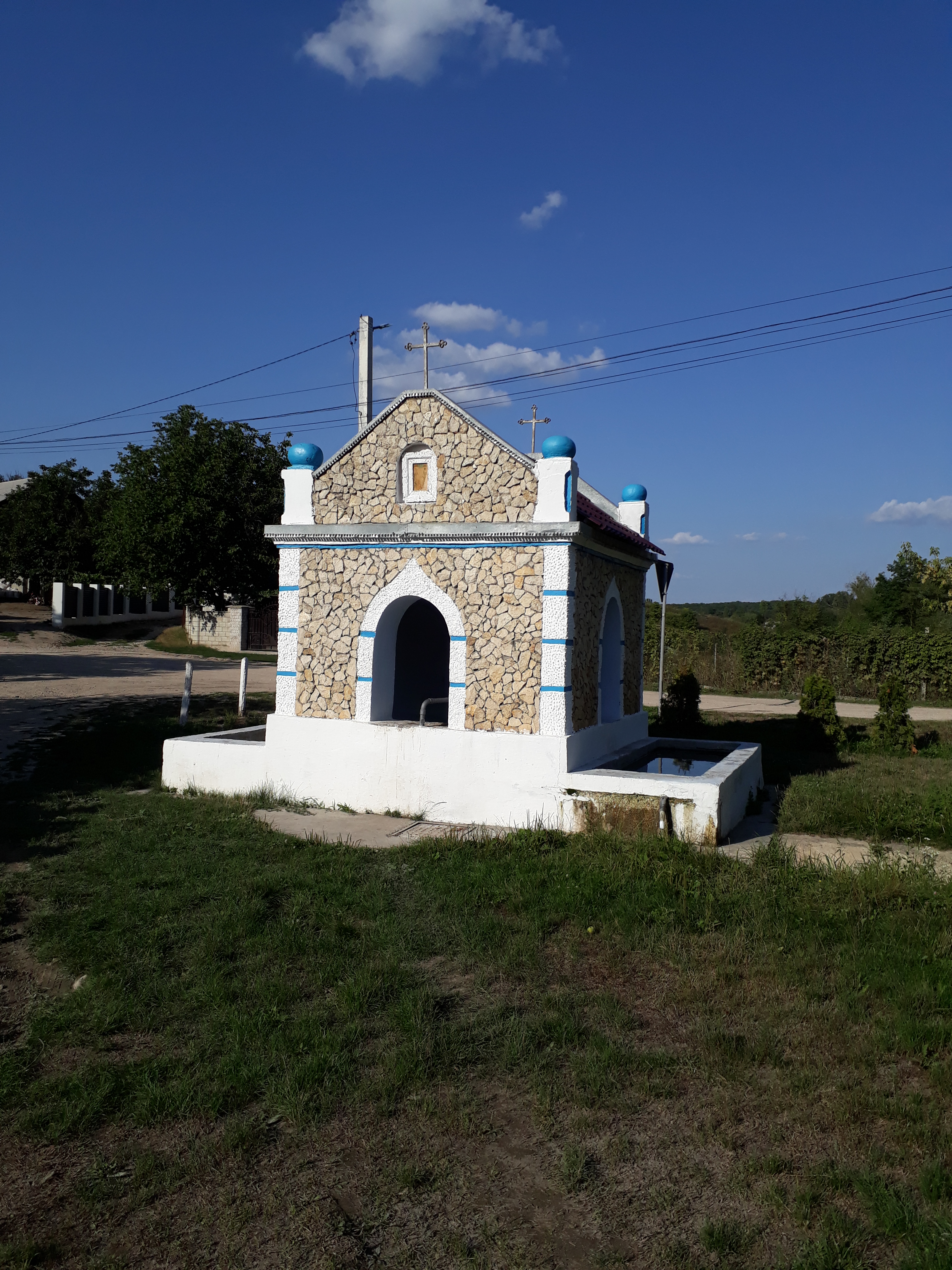

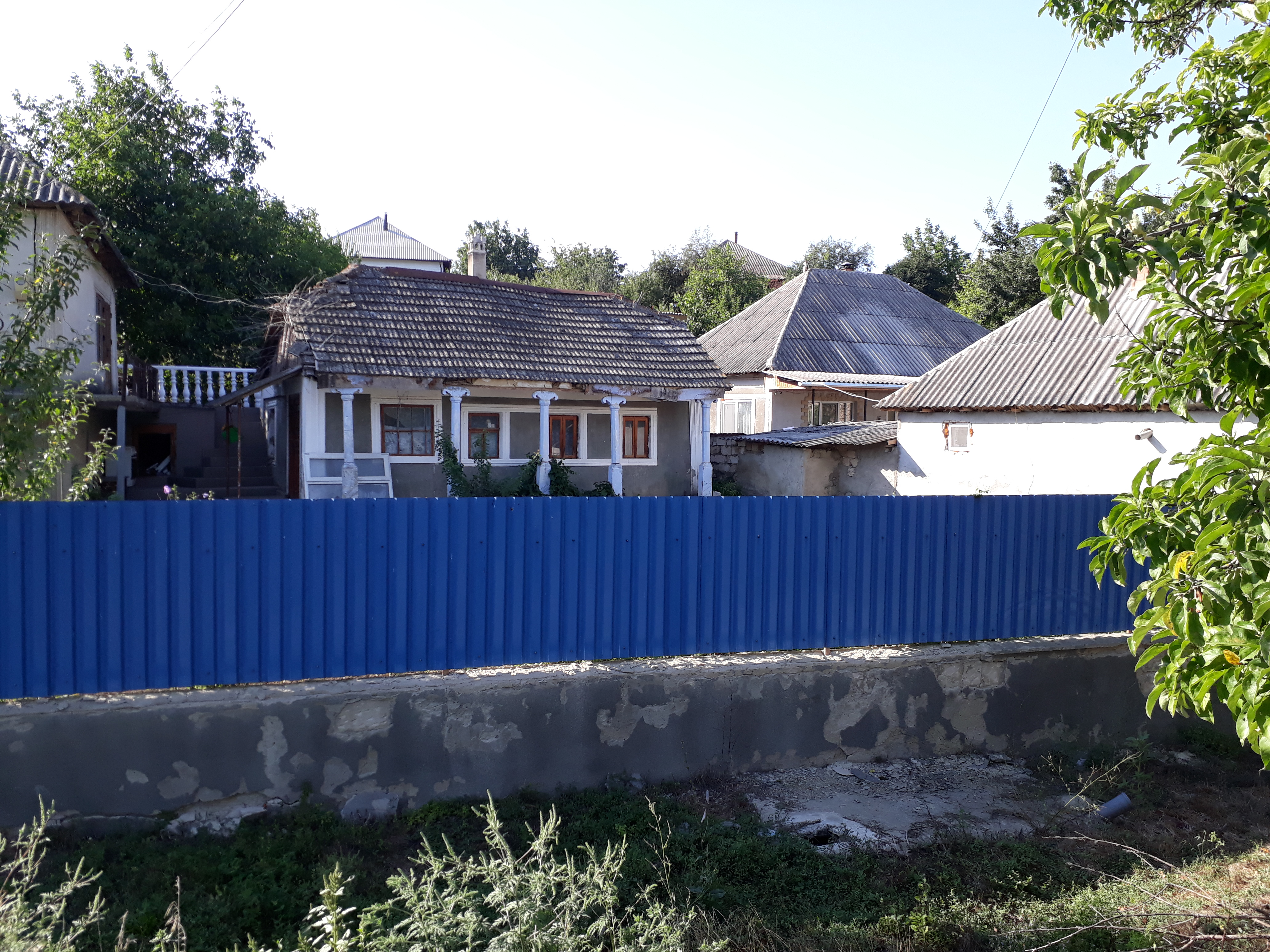
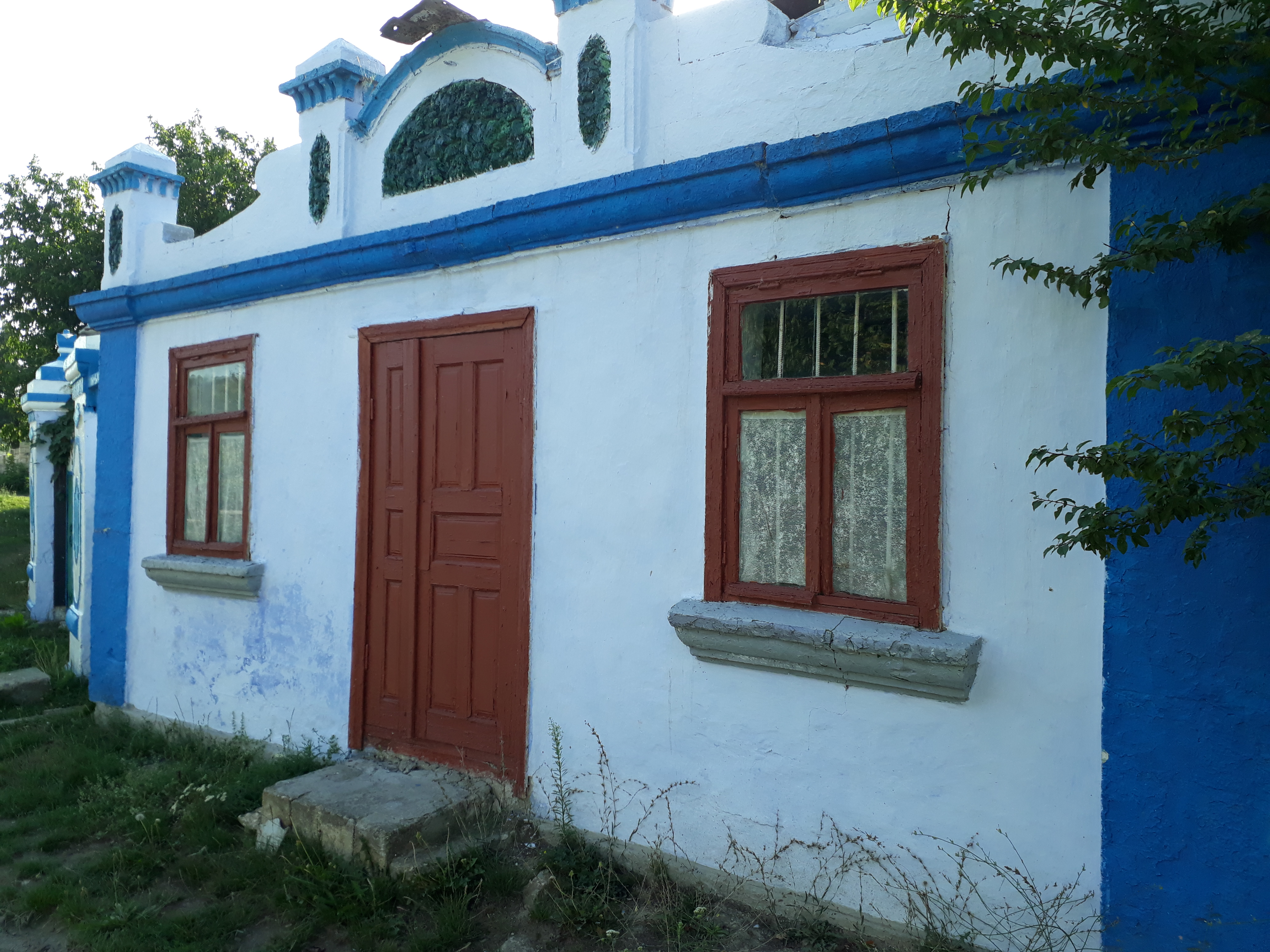
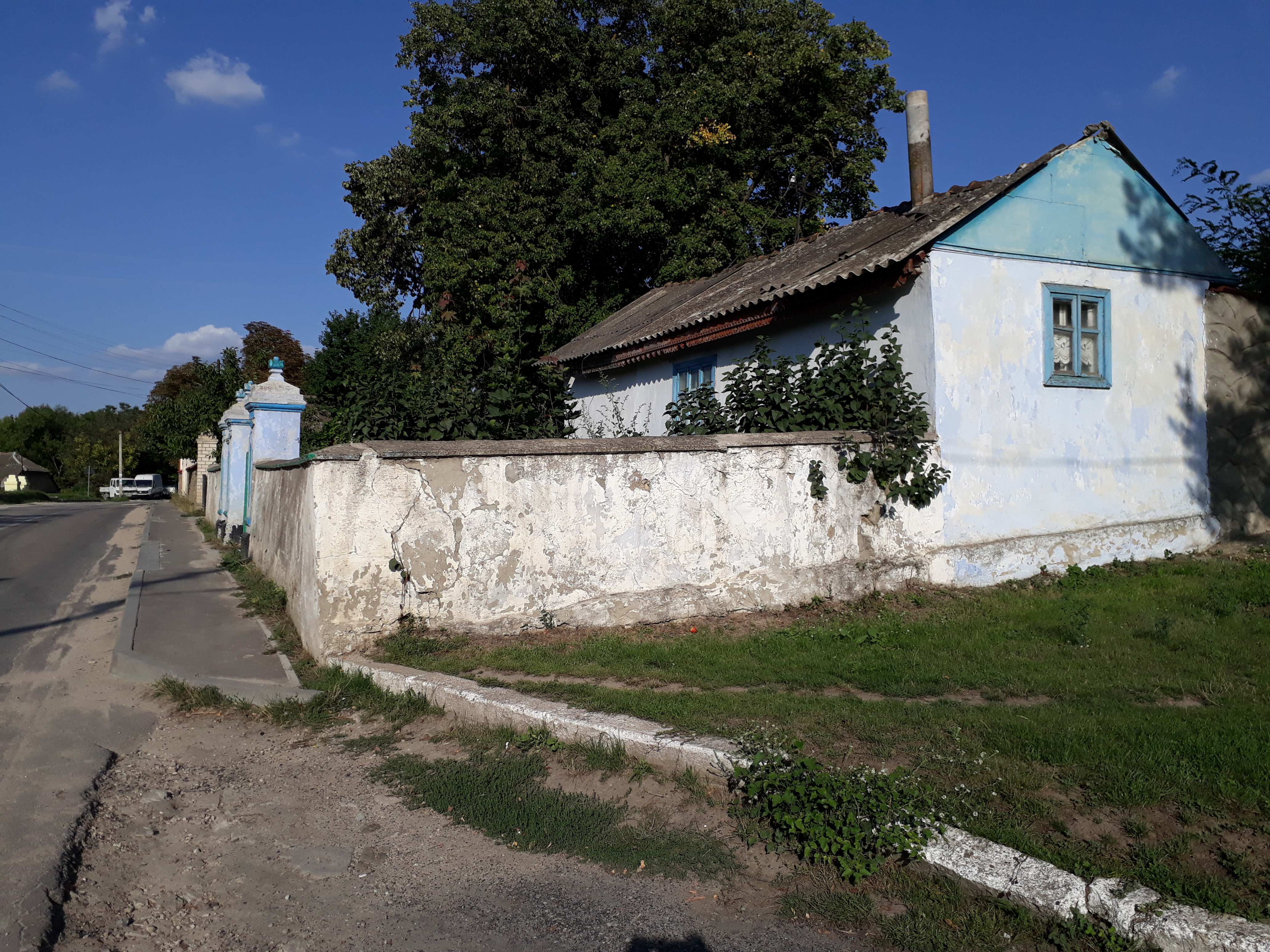
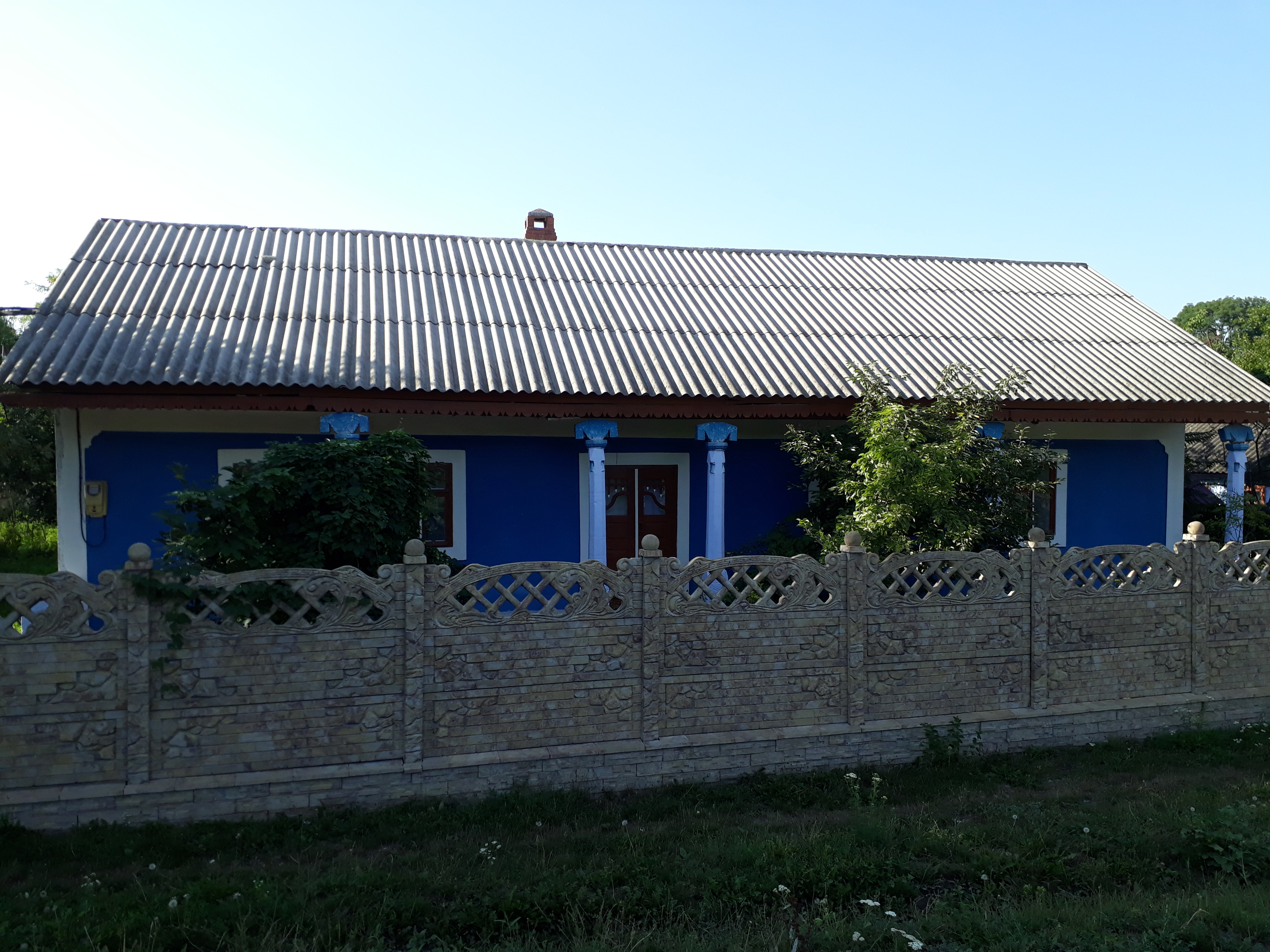
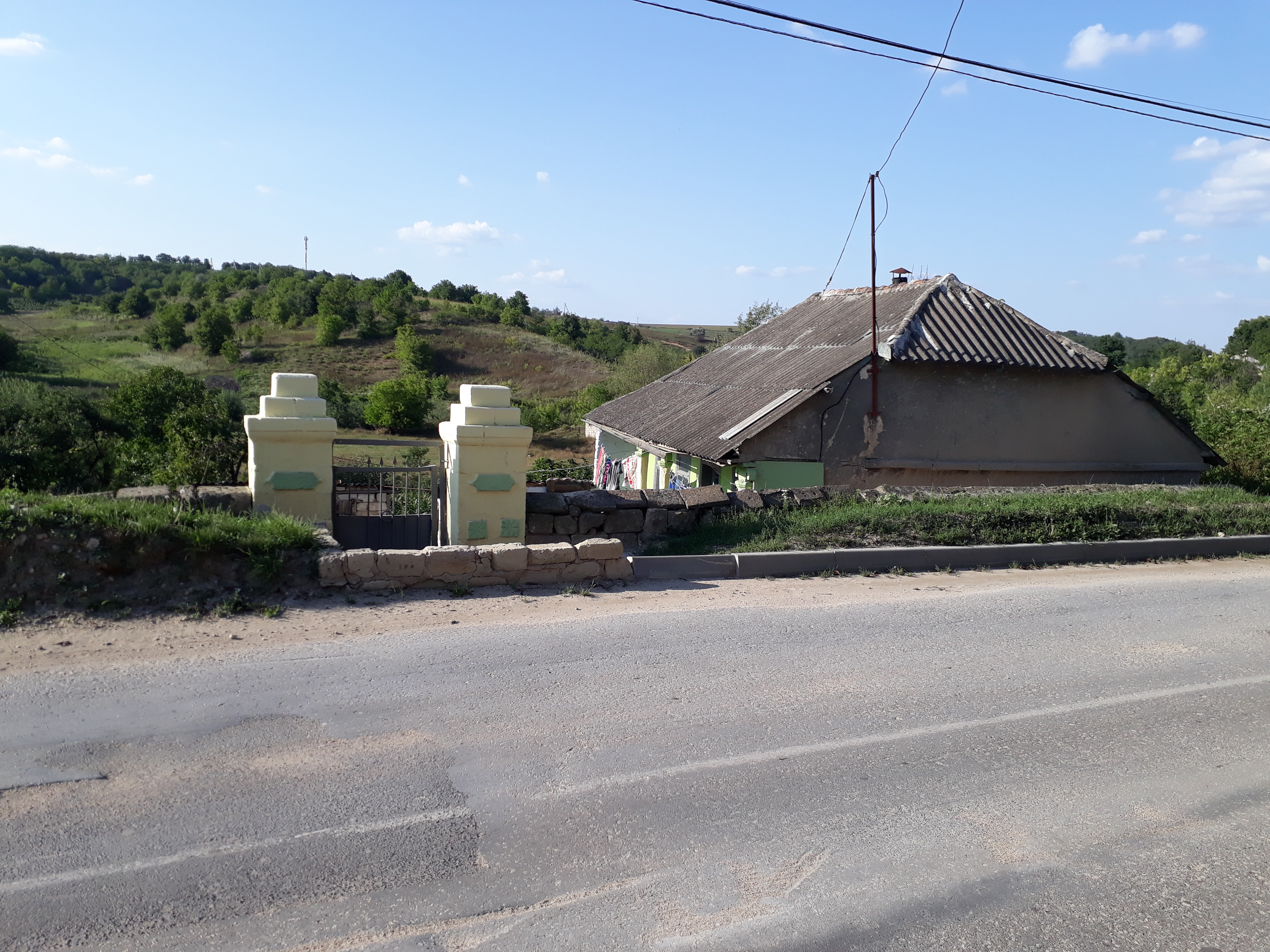

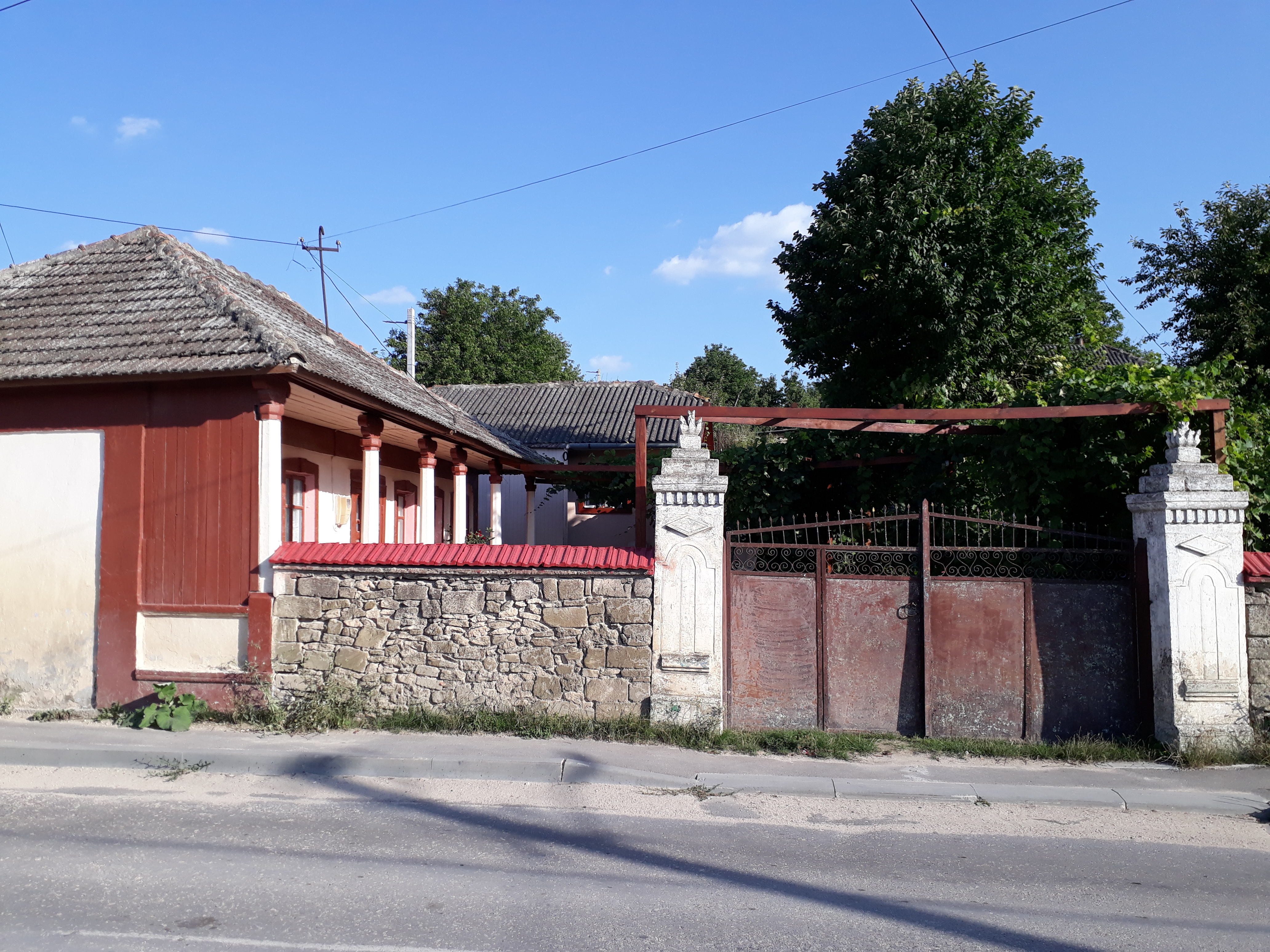
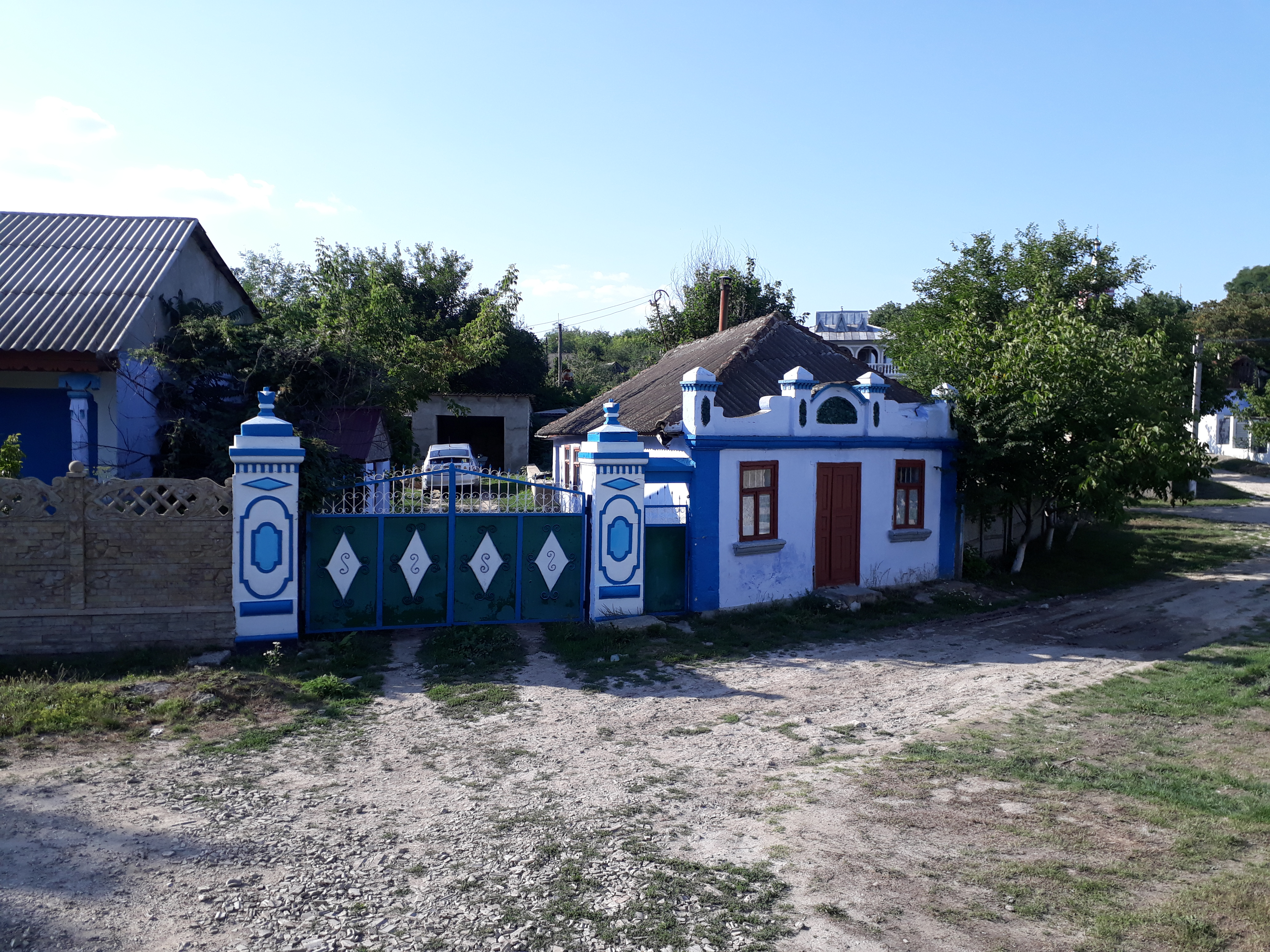
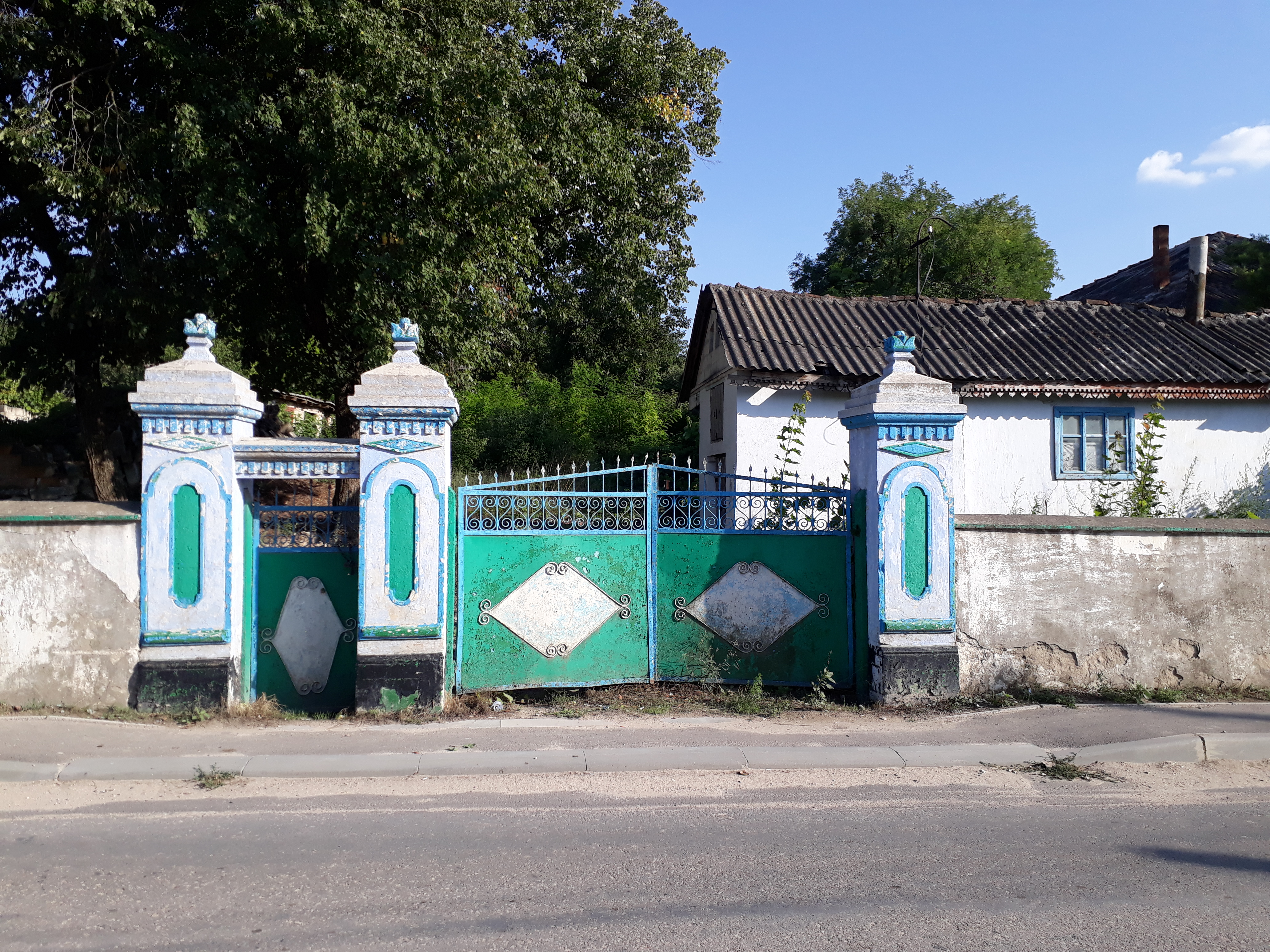
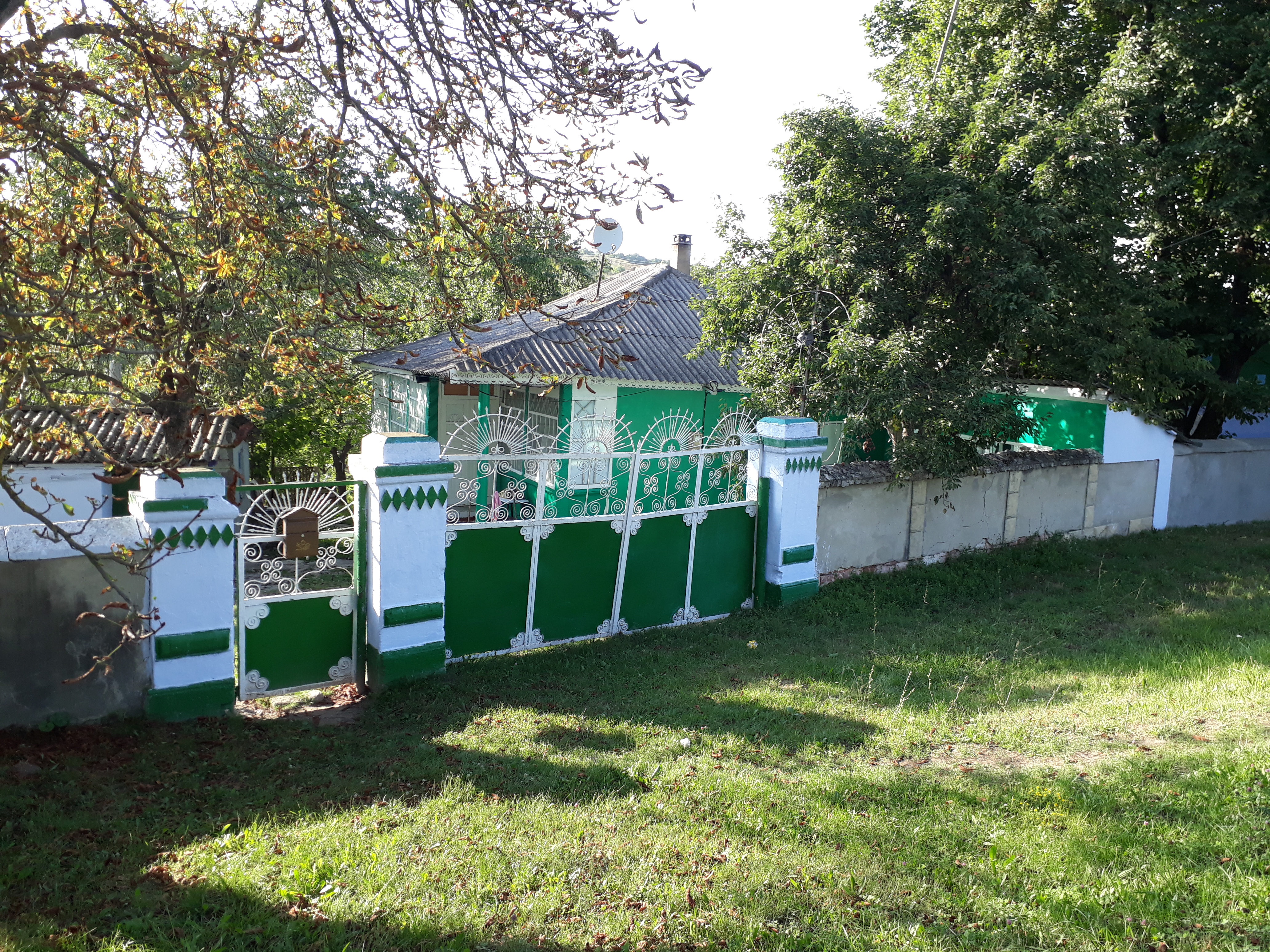
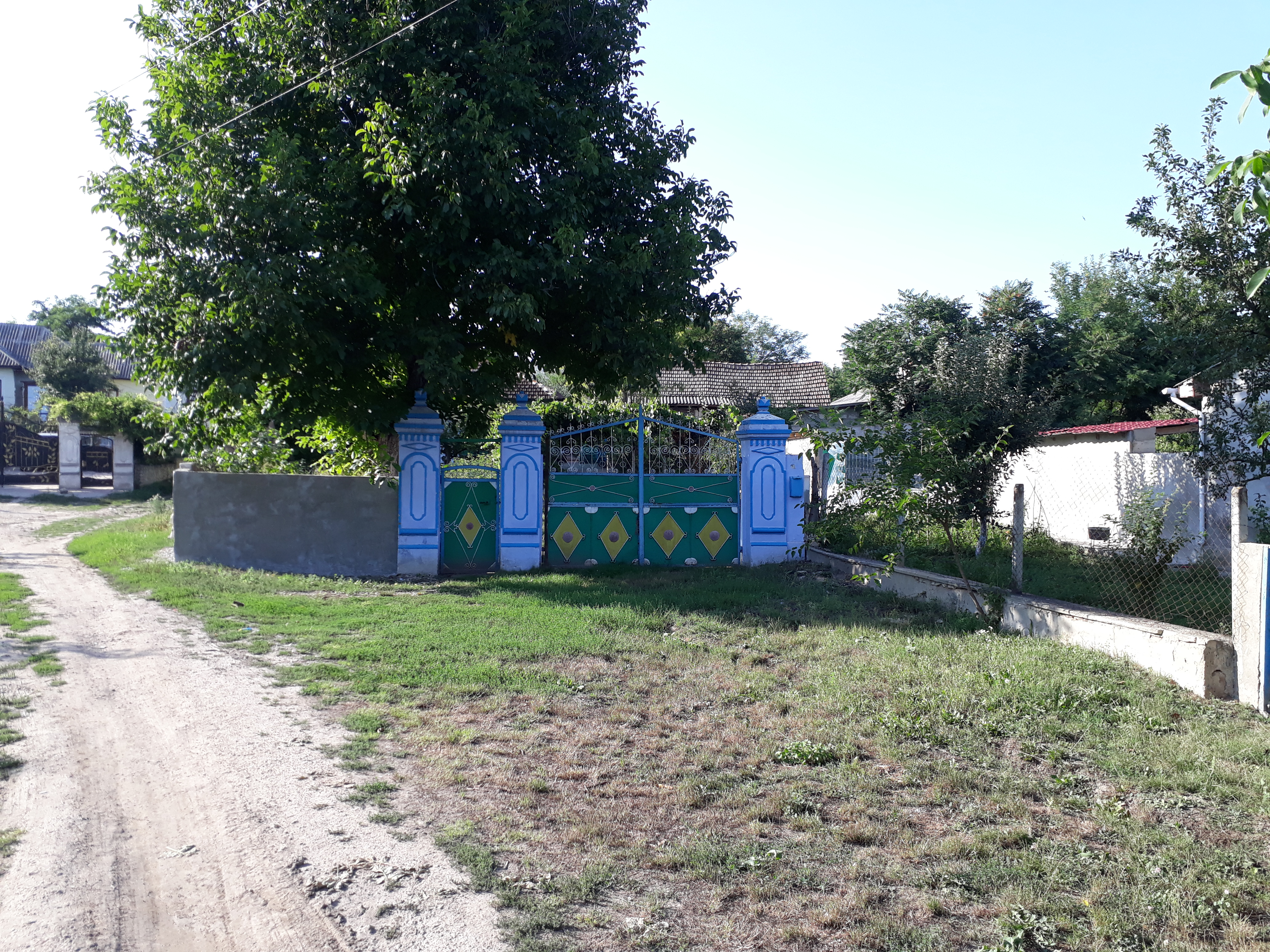
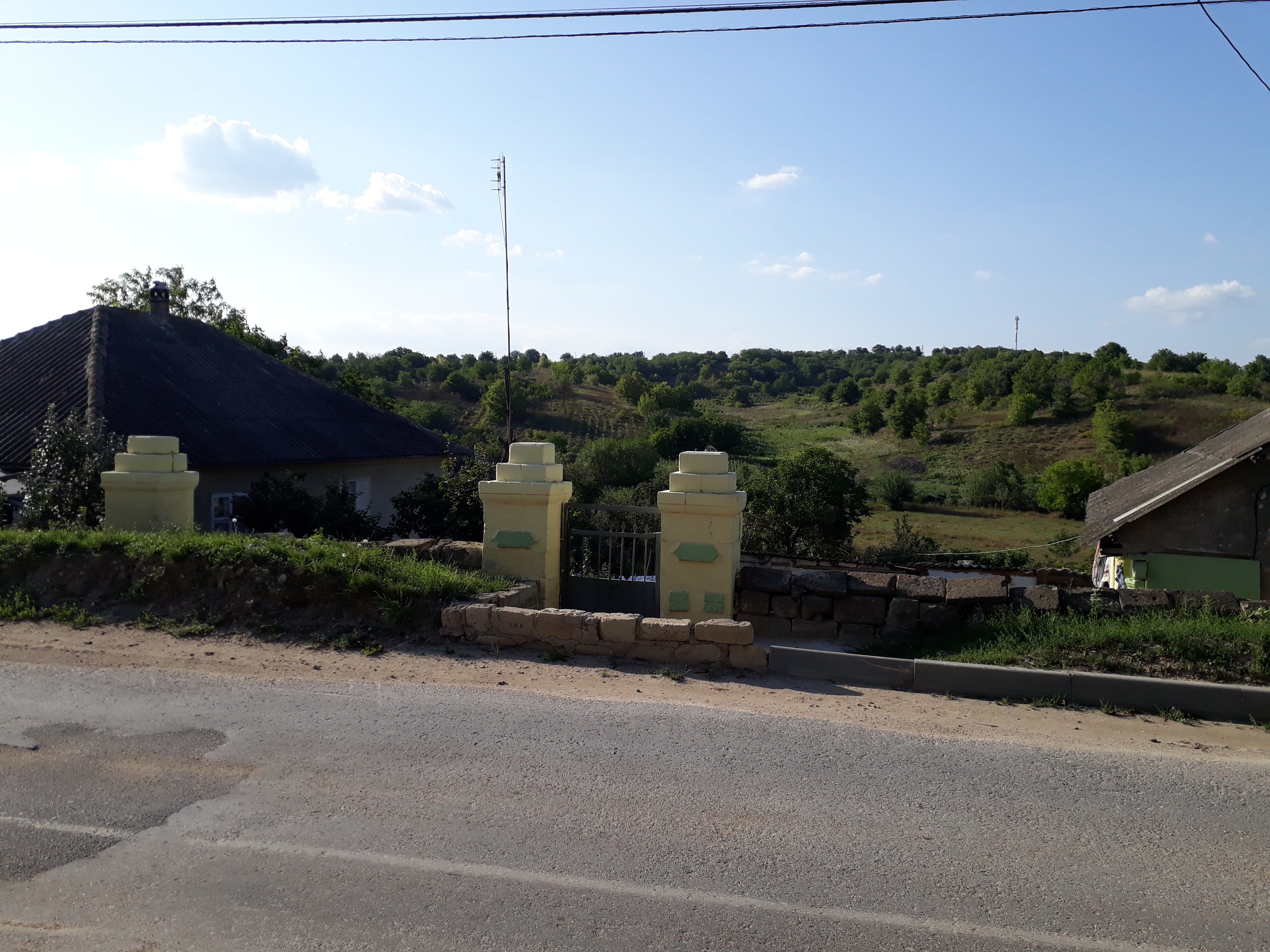

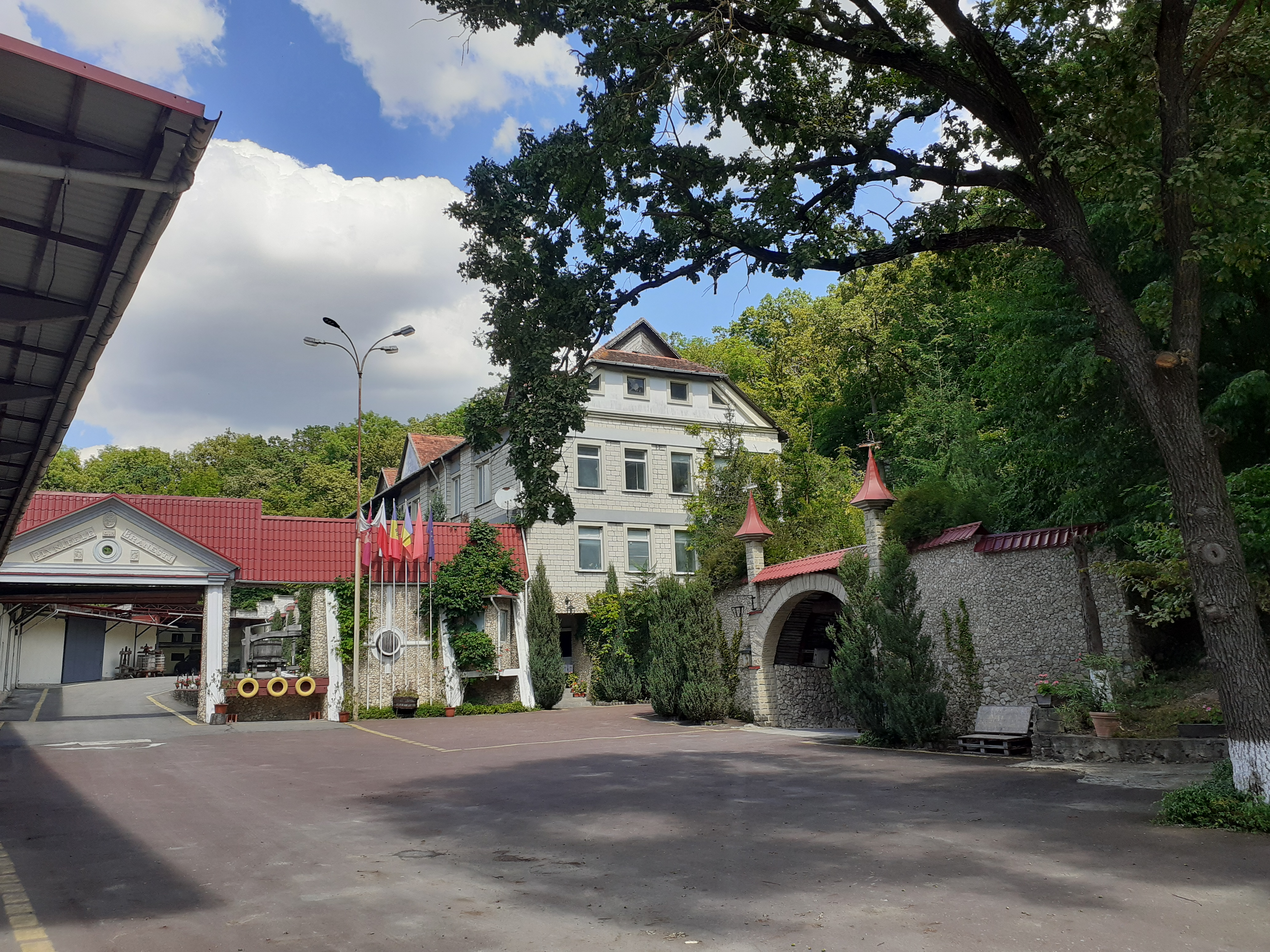
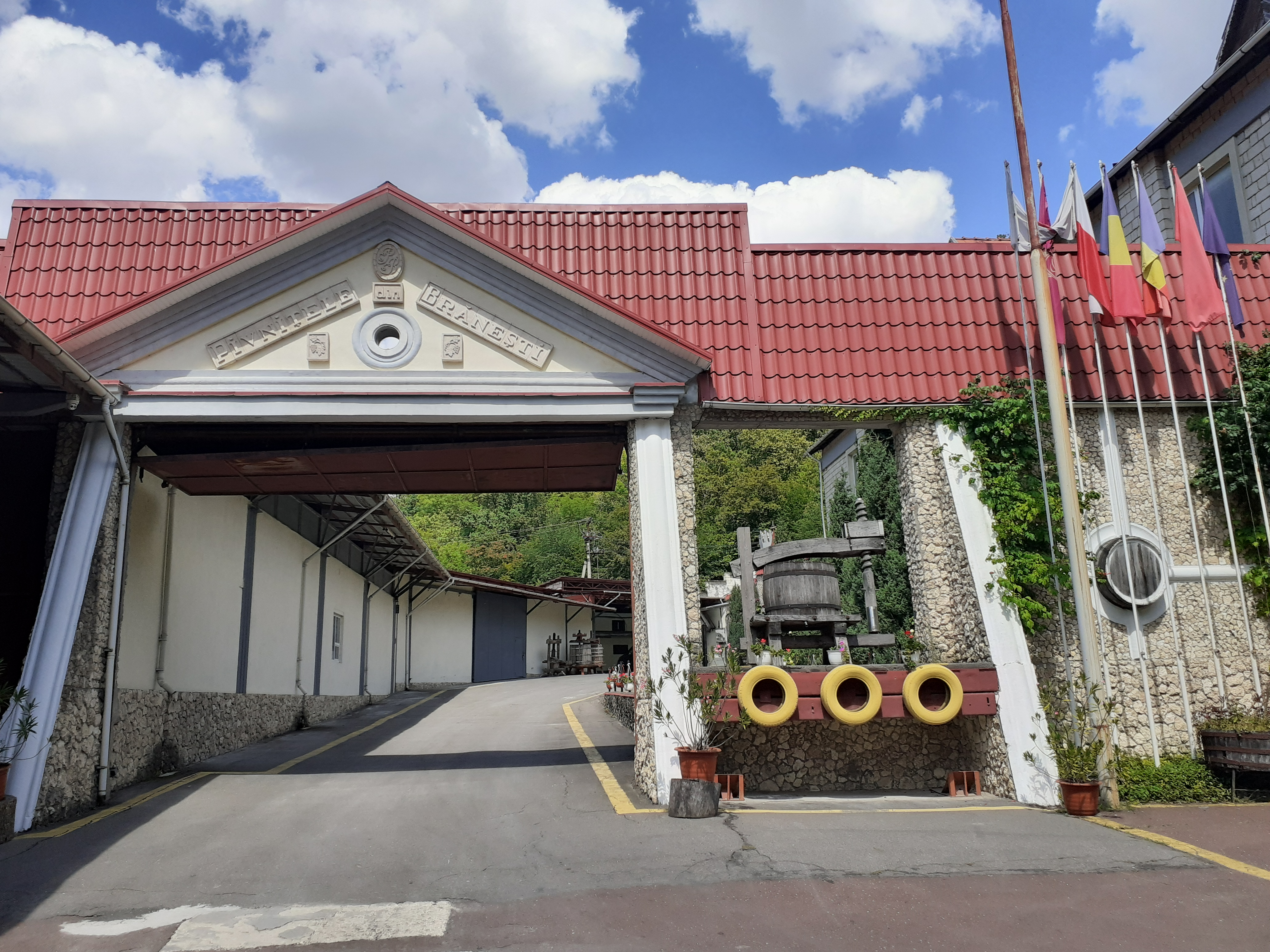
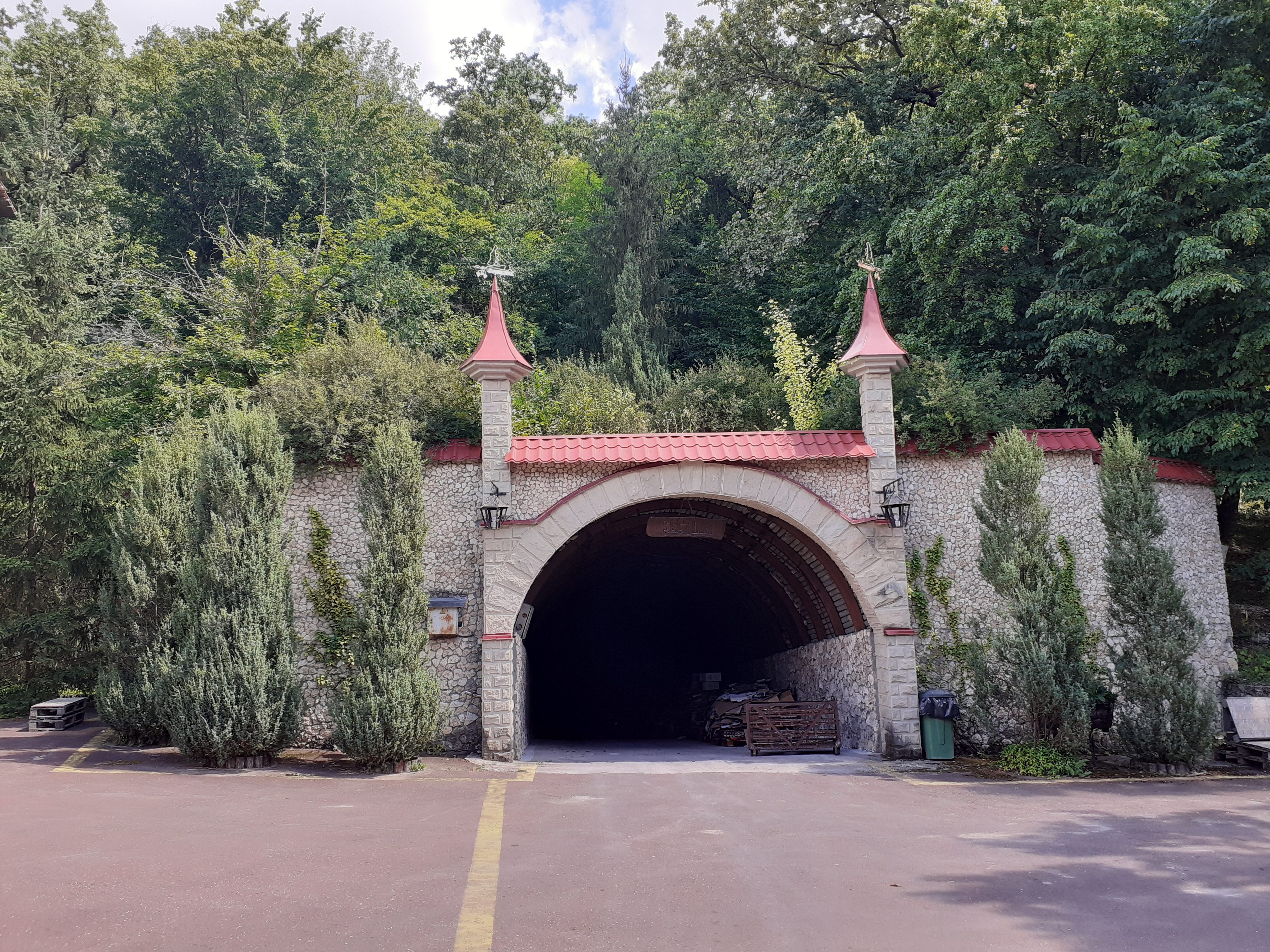
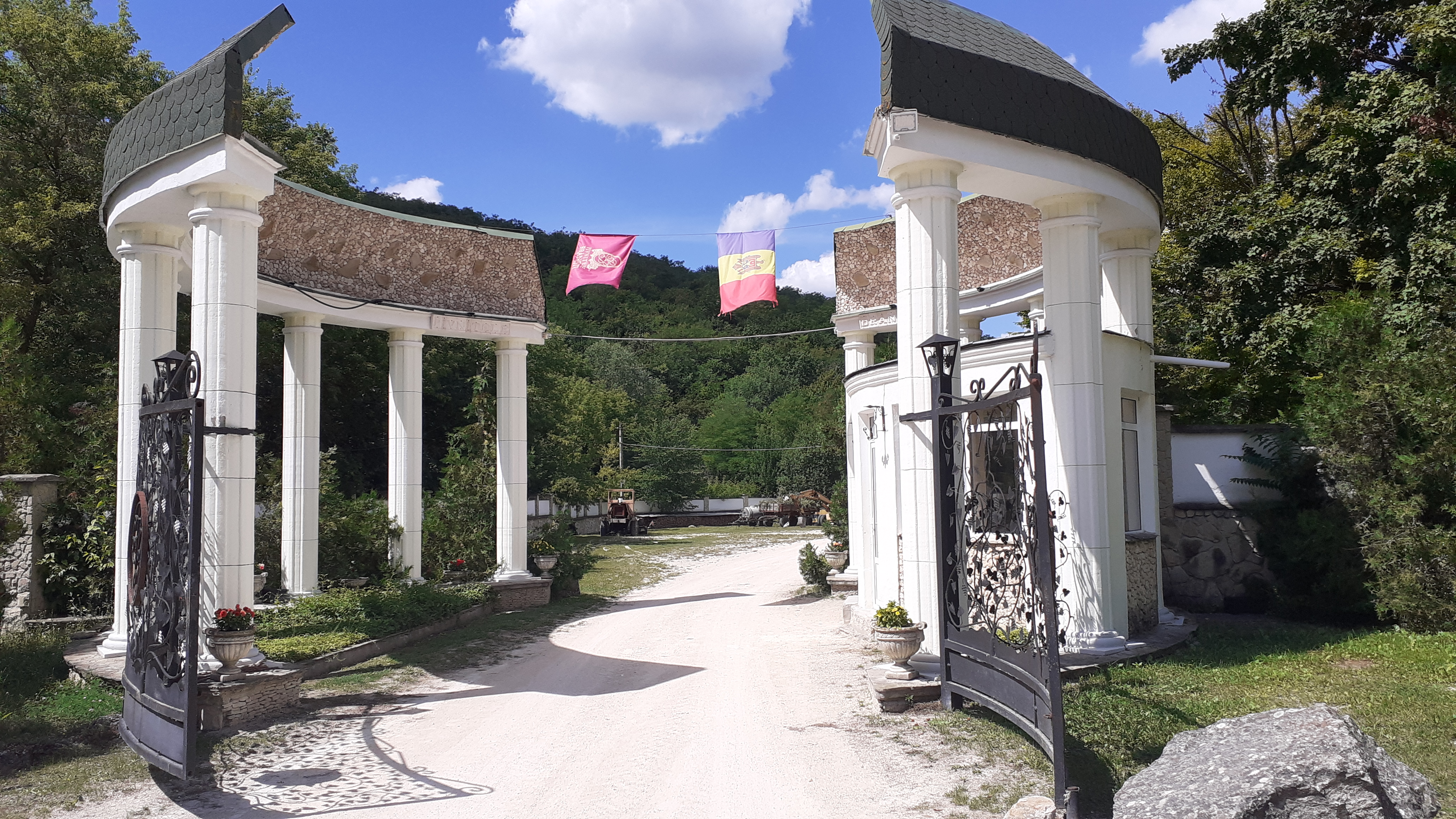

Biserica „Nașterea Maicii Domnului” din localitate, monument ocrotit de stat.
Izvorul din Brănești
Arhitectura caselor
Porțile din Brănești
Vinăria „Pivnițele Brănești”
Alte locuri

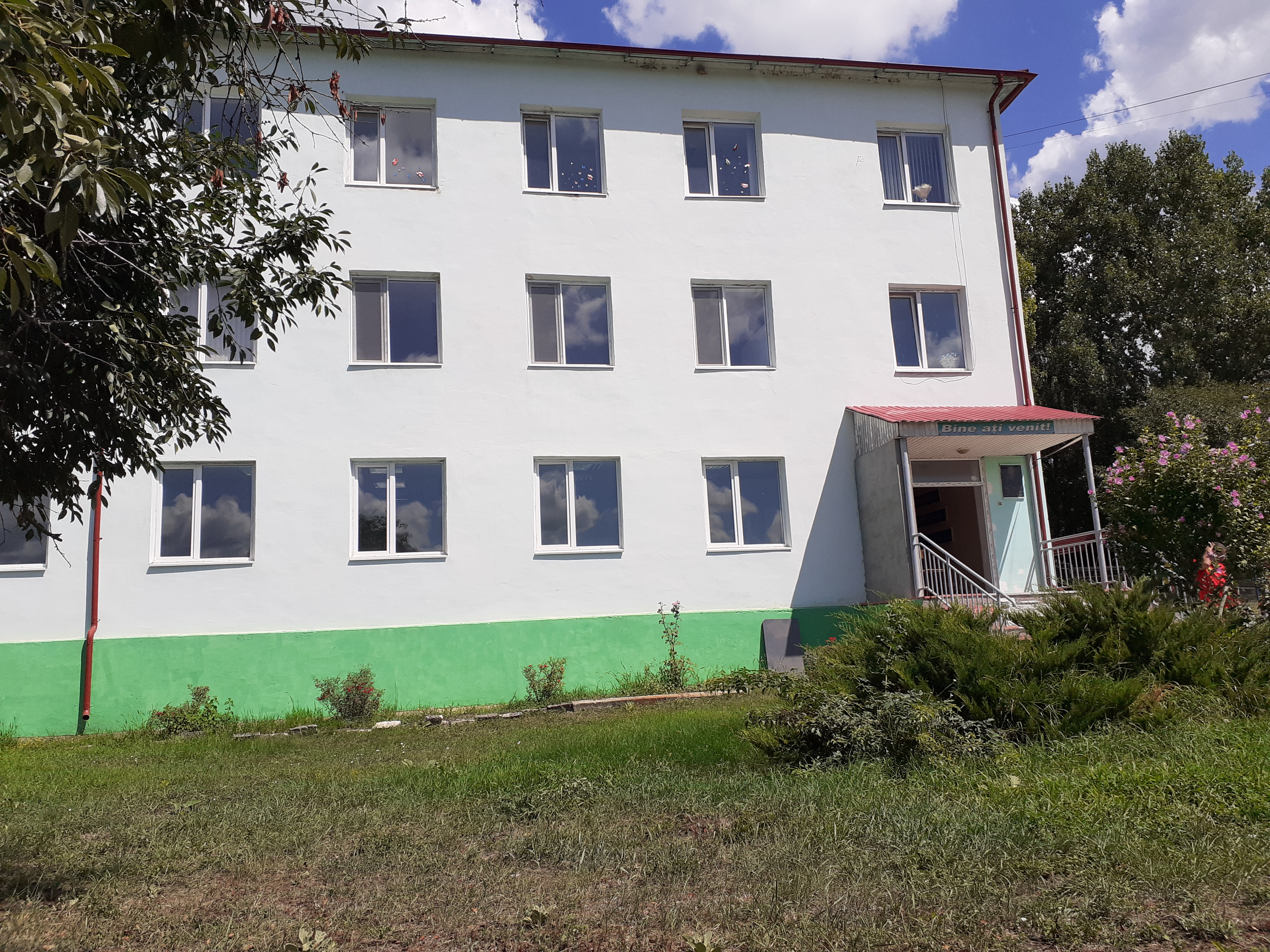
Gimnaziul „Mihai Moraru” din localitate.
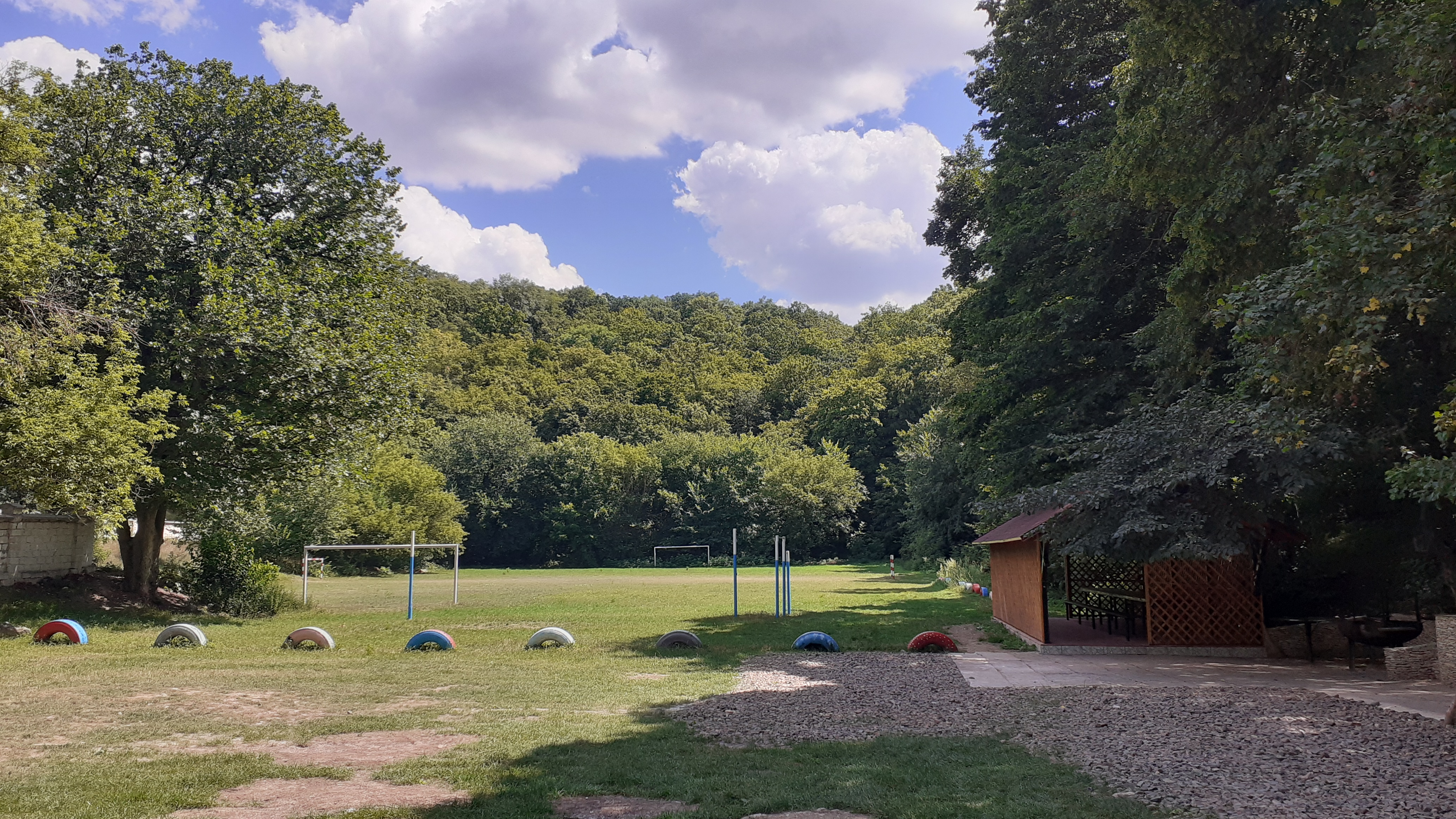
Stadionul de fotbal.